# Paläolibertarismus
Paläolibertarismus (englisch Paleolibertarianism) ist eine Form des Libertarismus, die in den Vereinigten Staaten von Lew Rockwell theoretisch begründet wurde. Ein bedeutendes Zentrum der paläolibertären Ideologie ist das Ludwig von Mises Institute. Paläolibertäre betrachten sich selbst als politisch libertär und in gesellschaftlichen Fragen als kulturell konservativ.

## Grundsätze
Paläolibertarismus kombiniert radikalen Libertarismus in der Politik mit kulturellem Konservatismus im sozialen Denken. Laut Rockwell orientiert sich die paläolibertäre Bewegung an Denkern wie "Ludwig von Mises, Albert Jay Nock, Garet Garrett und der gesamten Alten Rechten der Zwischenkriegszeit, die sich dem New Deal widersetzte und die Alte Republik bevorzugte". Paläolibertäre unterscheiden sich von Neo-Libertären, Beltway-Libertarismus und Lifestyle-Libertarismus.

## Geschichte und Entwicklung
Die paläolibertäre Strategie wurde in den frühen 1990er Jahren entwickelt. Rockwell und Murray Rothbard unterstützten 1992 den paleokonservativen republikanischen Kandidaten Pat Buchanan bei der Präsidentschaftswahl. Die Bewegung zielte darauf ab, libertäre Prinzipien mit der Radikalisierung der Mittelschicht gegen den Staat zu verbinden.
Murray Rothbard verfasste 1992 den einflussreichen Artikel "Right-Wing Populism: A Strategy for the Paleo Movement", in dem er eine Strategie für eine rechtspopulistische Bewegung entwarf. Rothbard plädierte für die Bildung einer "Paleo-Koalition" aus Paleo-Libertären, radikalen Marktbefürwortern und sozial-konservativen Paleo-Konservativen unter dem Motto "America First". Sein Ziel war es, die Mittelschicht und Arbeiterklasse anzusprechen, die er als "Rednecks" und "echte Menschen" bezeichnete. "In a sense the strategy we are now proclaiming is a strategy of Outreach to the Rednecks", schrieb er. Den rechtspopulistischen Grundgedanken definierte Rothbard so: "The basic right-wing populist insight is that we live in a statist country and a statist world dominated by a ruling elite, consisting of a Coalition of Big Government, Big Business, and various influential interest groups". Er sah die Möglichkeit, dass ein Präsidentschaftskandidat die etablierten Medien umgehen und direkt die unzufriedenen Teile der Bevölkerung ansprechen könnte. Dabei attackierte Rothbard die "updated, twentieth-century coalition of Throne and Altar", wobei er mit "Thron" die Großkonzerne und mit "Altar" die staatstreuen Intellektuellen meinte. Diese Strategie sollte dazu dienen, eine libertäre Massenbasis aufzubauen und politischen Einfluss zu gewinnen. Rückblickend erscheint Rothbards Pamphlet wie eine Blaupause für die Entwicklung der globalen Rechten in den letzten Jahren.

## Kritik
Kritiker wie der kanadische Historiker Quinn Slobodian sehen im Paläolibertarismus und dem eng mit ihm verwandten Anarchokapitalismus Formen des Rechtsextremismus und weisen auf sowohl rassistische als auch demokratiefeindliche Tendenzen von Vordenkern wie Rockwell, Murray Rothbard und Hans Hermann Hoppe hin.

## Einfluss auf moderne Politik
Die Verbindung von libertären wirtschaftlichen Ideen mit kulturellem Konservatismus und populistischer Rhetorik, wie sie im Paläolibertarismus vertreten wird, hat einen erheblichen Einfluss auf die moderne amerikanische Politik. Dies zeigt sich besonders in der Unterstützung für Persönlichkeiten wie Donald Trump und Elon Musk, die trotz ihrer scheinbar widersprüchlichen Positionen Elemente des Paläolibertarismus in ihre politischen und wirtschaftlichen Ansätze integriert haben.

### Donald Trump
Der politische Stil und die Positionen von Donald Trump weisen Ähnlichkeiten mit der paläolibertären Strategie auf. Trumps Rhetorik zur Abschaffung der Einkommensteuer und zum Abbau staatlicher Regulierungen während seiner Präsidentschaftskampagne 2024 zeigte deutliche libertäre Züge. Er entwickelte auch Partnerschaften mit Wall-Street- und Silicon-Valley-Magnaten, was zu einer Politik führte, die seine populistischen Anhänger verwirrt haben dürfte.

### Elon Musk
Elon Musk, der Trump bei der Präsidentschaftswahl 2024 unterstützte, wurde zum größten finanziellen Unterstützer seiner Kampagne. Musk wurde nach Trumps Ernennung als "spezieller Regierungsangestellter" in eine offizielle Position berufen. In der Trump-Administration leitet Musk das Ministerium für Regierungseffizienz. Musk behauptet, bis zu 2 Billionen Dollar an Ausgaben aus der Bundesregierung streichen zu können.

## Vertreter und Positionen
Der Paläolibertarismus ist im Allgemeinen gekennzeichnet durch:
- eine politische Zweckallianz mit dem Paläokonservatismus, da beide Denkrichtungen die Demokratische Partei als gemeinsamen Gegner sehen
- Ablehnung der interventionistischen Außenpolitik der USA und des damit verbundenen Neokonservatismus
- Anstreben eines freien Marktes
- Erachtung des privaten Eigentums und des Selbsteigentums als oberstes Gut einer freien Gesellschaft
- Ablehnung des Sozialstaats als „organisierter Diebstahl“
- Beauftragung sozialer Autoritäten wie Familie, Kirche etc. mit dem Schutz des Individuums vor dem Staat

Bekannte Vertreter des Paläolibertarismus sind Ron Paul (Kandidat der Libertarian Party bei der Präsidentschaftswahl 1988, republikanischer Bewerber um die Nominierung für die Präsidentschaftswahl 2008, 2012), Rand Paul, Murray Rothbard, Lew Rockwell, Hans-Hermann Hoppe, Thomas DiLorenzo (* 1954), Stephen D. Cox und Joseph Sobran (1946–2010). Diese stehen Institutionen wie dem Ludwig von Mises Institute of Alabama und dem Center for Libertarian Studies nahe.